# Котловина Крозе
Котлови́на Крозе́ — подводная котловина в Индийском океане. От соседних котловин отделена на Западно-Индийским и Центрально-Индийским хребтами (на севере), плато Крозе и хребтом Кергелен (на юге).
На дне котловины преобладает расчленённый холмистый рельеф, лишь в юго-западной части развиты плоские и волнистые аккумулятивные равнины. Наибольшие глубины достигают 5500 м. Дно слагают красные глубоководные глины, сменяющиеся по краям котловины фораминиферовыми илами.